# Marestmontiers

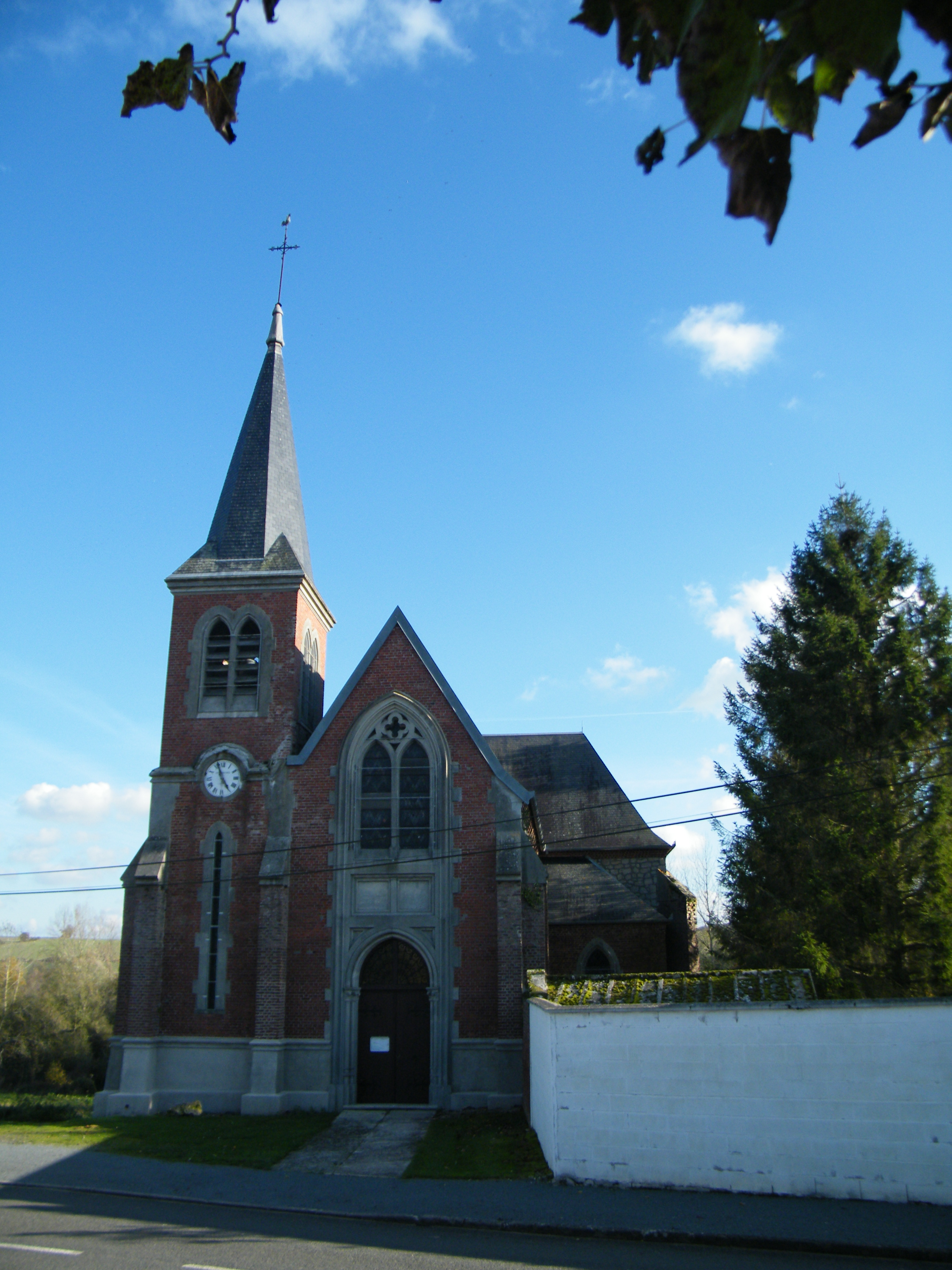
Kirche Notre-Dame

Marestmontiers (picardisch: Marémontié) ist eine nordfranzösische Gemeinde mit 116 Einwohnern (Stand 1. Januar 2022) im Département Somme in der Region Hauts-de-France. Die Gemeinde liegt im Arrondissement Montdidier und gehört zum Kanton Roye.

## Geographie
Die Gemeinde liegt in der Landschaft Santerre am linken (westlichen) Ufer des Trois Doms gegenüber von Gratibus an der Départementsstraße D155. Die Gemeinde, zu der der Weiler Montauvillers und das Gehöft Ferme de l’Alval gehören, liegt rund 8 km nordnordwestlich von Montdidier.

## Geschichte
Die Gemeinde erhielt als Auszeichnung das Croix de guerre 1914–1918.

## Einwohner
| 1962 | 1968 | 1975 | 1982 | 1990 | 1999 | 2006 | 2010 |
| ---- | ---- | ---- | ---- | ---- | ---- | ---- | ---- |
| 75   | 69   | 42   | 49   | 59   | 77   | 94   | 104  |

## Verwaltung
Bürgermeister (maire) ist seit 2001 Serge Morand.	

## Persönlichkeiten
- Gustave-Louis Jametel (1821–1893), Politiker, Generalrat, Abgeordneter und Senator, war hier Bürgermeister.